# Steel Reign
Steel Reign là một game lái xe tăng được phát hành vào ngày 17 tháng 11 năm 1997. Trò chơi được hãng Sony Computer Entertainment phát triển và phát hành cho PlayStation.

## Lối chơi
Steel Reign cho phép người chơi điều khiển nguyên mẫu xe tăng một người lái, được thiết kế dành riêng cho việc chiến đấu tầm gần với cường độ cao.

## Đón nhận
Next Generation đã đánh giá phiên bản PlayStation của trò chơi, chấm hai ngôi sao trong số năm sao và tuyên bố rằng "Có Steel Reign được phát hành cùng lúc với Warhawk, nó có thể làm ra vẻ ấn tượng hơn. Đây chỉ là một tựa game hành động khác với rất nhiều súng ống và những tiếng nổ."
Tommy Tallarico của Electric Playground đã chấm cho game 6/10 điểm, trong khi đồng chủ nhà Victor Lucas chỉ cho có 4/10 điểm.